# Regent (rybník)

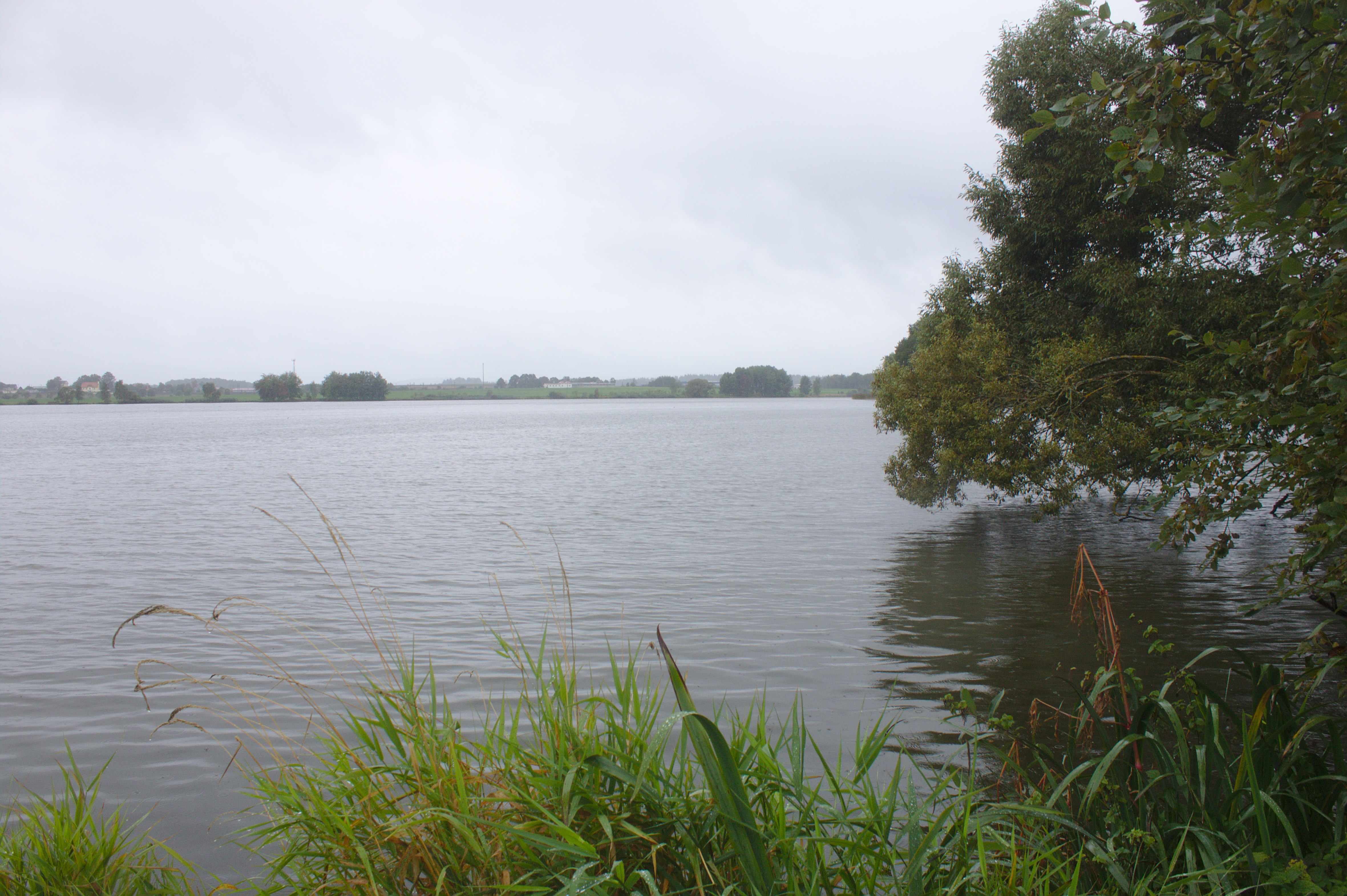
Hladina rybníka.

Regent je název pro rybník nepravidelného tvaru, který se nachází severně od města Chodová Planá v Plzeňském kraji. Jeho rozloha činí 64 ha; ve směru západ-východ je dlouhý 1,5 km a ve směru sever-jih 1 km. Rybník je velmi mělký, jeho hloubka se pohybuje jen okolo jednoho metru.
Do rybníka vtéká Senný potok ze západu a vytéká směrem na východ, a to k obci Dolní Kramolín. Rybník byl zbudován v roce 1479. Původně měl dva vlastníky, nakonec byl odkoupen klášterem z Teplé.
Rybník slouží také jako chovný a pravidelné výlovy se konají na začátku měsíce listopadu. Na severním břehu se nachází malá rekreační oblast a koupaliště. V okolí rybníka se nenacházejí žádná rozsáhlejší rekreační zařízení a infrastruktura.